# SummerSlam
SummerSlam je profesionální wrestlingová událost, kterou každoročně produkuje WWE, a to již od roku 1988. Je často označovaná přezdívkou „největší událost léta“ a je druhou největší událostí roku společnosti WWE, hned po jejich vlajkové lodi WrestleManii. Dále patří do takzvané „Big Five“, tedy ty největší wrestlingových událostí roku (spolu s WrestleMania, Royal Rumble, Survivor Series a Money in the Bank). Show se od začátku v roce 1988 vysílá formou pay-per-view (PPV) a od roku 2014 prostřednictvím živého vysílání.
Vůbec první SummerSlam se konal 29. srpna 1988 v Madison Square Garden v New Yorku. V roce 1992 se show vůbec poprvé neuspořádala v USA, ale v Londýně. V roce 2020 se celá show kvůli pandemii covidu-19 uspořádala bez diváků.